# Friedrich Anton Wilhelm Miquel
Friedrich Anton Wilhelm Miquel (24. října 1811 Neuenhaus u Hannoveru – 23. ledna 1871 Utrecht) byl německo-nizozemský botanik. Byl profesorem na utrechtské univerzitě a od roku 1862 ředitelem Rijksherbaria v Leidenu. Je po něm pojmenován rostlinný rod Miquelia Meissn. z čeledi Icacinaceae.

## Dílo (výběr)
- Genera Cactearum, Rotterdam, 1839
- Monographia Cycadearum, Utrecht, 1842
- Systema Piperacearum, Rotterdam, 1843–1844
- Illustrationes Piperacearum, Bonn, 1847
- Cycadeae quaedam Americanae, partim novae., Amsterdam, 1851
- Flora Indiae batavae, Amsterdam, 1855–1859
- De Palmis Archipelagi Indici observationes novae., Amsterdam, 1868